# Castelejo (São João de Areias)
Castelejo é uma aldeia portuguesa da freguesia de São João de Areias, Município de Santa Comba Dão, no Distrito de Viseu. 
Em 1527, o “Cadastro da População do Reino”, informava que Castelejo posuía 33 “moradores”, ou seja, 33 fogos - o que corresponderia a cerca de 132 habitantes.
O seu orago é São João Evangelista.